# Dysostose
Dysostose eingedeutscht von Dysostosis (dys = schlecht [hier = Fehl-], altgr.; os = Knochen, lat.) ist eine umschriebene Störung der Knochenbildung oder des Knochenwachstumes (Ossifikation). Zugrunde liegt eine angeborene Entwicklungsstörung.
Je nach dem Ort der Störung in Bezug auf die Knochenbildungsstellen sowie dem Stadium der Knochenbildung (Ossifikation), in dem es zur Störung kommt, teilt man sie ein in: desmale D. bei Dysostosis cleidocranialis (Fehlen der Knochenbildung) oder Dysostosis craniofacialis (verfrühte Verknöcherung der Schädelknochennähte); enchondrale D., die hauptsächlich epiphysär oder metaphysär auftritt, jedoch wie bei der Dysostosis multiplex auch mit periostaler Knochenbildungsstörung verbunden sein kann. Den lateinischen Bezeichnungen ist zu entnehmen, dass diese Deformationen am Schädel auftreten, bzw. nach den Auswirkungen auf den Gesichts- bzw. Hirnschädels benannt wurden.
Abzugrenzen sind generalisierte Störungen der Skelettentwicklung, die als Skelettdysplasie bezeichnet werden.